# Венсан, Александр Александрович
Александр Александрович Венса́н (11 августа 1871 или 23 августа 1871, Санкт-Петербург — 5 апреля 1940, Ленинград) — русский и советский архитектор, профессор архитектуры. Автор многих значимых гражданских проектов, ныне это объекты культурного наследия. Работал в Санкт-Петербурге, Харькове, Севастополе. Профессор архитектуры, член Союза архитекторов СССР.

## Происхождение
Предки архитектора приехали в Россию в середине XIX века. Отец Альфонс Гекторович Венсан (1844 − 14 июля 1888). Окончил в Санкт-Петербурге Императорскую Академию Художеств в 1870 году. Классный художник 2-й степени. В 1871 году Альфонс устаивается архитектором на службу в Удельное ведомство имения «Ливадия» в Ялте. Надзирал над постройкой дворца императрицы Марии Александровны «Эреклик» в окрестностях Ялты по проекту А. И. Резанова. Спроектировал не сохранившуюся до наших дней церковь Вознесения в Ливадии. Церковь была в византийском стиле, проект и декор был разработан лично Венсаном. Место под постройку выбирала императрица Мария Александровна. Заложен храм в мае 1872 года, и через четыре года епископ Таврический и Симферопольский Гурий освятил его в присутствии членов императорской семьи. В 1877 году Альфонс получил звание классного художника архитектуры 1-й степени. С 1879 по 1882 год — архитектор Московской удельной конторы. В 1883 году А. Г. Венсан переходит в православие и крестится Александром. В 1884 году назначается смотрителем храма Христа Спасителя в Москве. По его проектам строится особняк на Поварской улице в Замоскворечье, церковь-усыпальница Первушиных в Донском монастыре. Имел чин коллежского асессора. Мать — Антонина Петровна.

## Биография
Александр Александрович Венсан родился в Санкт-Петербурге 11 августа 1871 года. После окончания гимназии поступил в Институт Гражданских Инженеров Императора Николая I. Окончил его в 1897 году с правом на чин 10 класса и работал в Школе десятников по строительному делу. Отбывал воинскую повинность до осени 1898 года в качестве строителя при морской строительной части при Морском министерстве в город Чернигов. Откуда уходит в запас с воинским званием унтер-офицер и должностью инженера-конструктора. С 1899 года привлекается Комитетом по восстановлению и созданию памятников Севастопольской обороны 1854—1855 гг. к созданию памятников на местах сражений Крымской войны. С 1901 года на преподаёт в Санкт-Петербургском практическом технологическом институте.

### Гражданские проекты
В Санкт-Петербурге совместно с Л. П. Шишко он занимается разработкой проектов: школы при Адмиралтейских Ижорских заводах (построена в 1895—1901 годах в кирпиче красного цвета на берегу Ижорского пруда)  Объект культурного наследия народов РФ регионального значения. Рег. № 781911329070005 (ЕГРОКН).
Проектирует доходный дом Александро-Невской лавры (ныне Невский проспект — 153).  Объект культурного наследия народов РФ регионального значения. Рег. № 781811323490005 (ЕГРОКН).
По проекту А. А. Венсана и С. В. Рубанова в 1902 году начинается строительство дома № 21 на улице Подковырова в стиле эклектики.
И в это же время Александр Александрович предоставляет проект Народного Дома в Харькове. Строительство ведётся на деньги, собранные харьковчанами. 2 февраля 1903 года строительство было закончено. Дом-дворец располагался на Московском проспекте Харькова, имел два зала, просторную библиотеку-читальню и принадлежал Обществу распространения грамотности. Здание не сохранилось, снесено в 1931 году после пожара, на его месте находится Дом культуры электромеханического завода.
15 января 1903 года А. А. Венсан утверждается в чине коллежского асессора. В январе 1908 года по выслуге лет был произведен в надворные советники. В 1913 году Венсан А. А. на должности младшего помощника — Инспектора института Гражданских Инженеров Императора Николая I, и с 15 июня того же года — коллежский советник.

### Морской Кадетский корпус в Севастополе
Начиная с 1913 года А. А. Венсан работал над конкурсным проектом Морского Кадетского корпуса в Севастополе. В 1914 году его проект победил в конкурсе, и он удостаивается звания Профессор архитектуры, ежегодно присваиваемый Императорской Академией Художеств. С началом Первой Мировой войны 14 августа 1914 года был призван из запаса и по предписанию направлен в город Севастополь на должность строителя Севастопольского военного порта. 20 ноября 1914 года он приглашается Морским ведомством в город Севастополь на должность Главного строителя здания Морского Кадетского корпуса. С этого момента А. А. Венсан в Севастополе, в распоряжении Главного строителя севастопольского военного порта Чёрного моря, в звании зауряд-военного чиновника. Под его контролем ведется расчистка верхнего плато у бухты Голландия, выбор и закупка материалов для строительства.
Проект талантливо увязан с окружающим ландшафтом. Он вписан в панораму города так, что просматривается почти со всех точек бухты. В присутствии горожан, первых лиц Флота и духовенства — 23 июня 1915 года, состоялась торжественная церемония закладки фундамента с водосвятием земли всего комплекса строительства. 26 октября этого же года император Николай II подписывает «Положение о Севастопольском Морском Кадетском корпусе», определив его структуру и назначение. В мае 1916 года на строительную площадку приехал Император с семьей и свита. С весны 1916 года начался набор абитуриентов в классы МКК. В сентябре Николай II назначает своего сына цесаревича Алексея шефом севастопольского МКК. 5 октября 1916 состоялось официальное открытие Морского Его Императорского Высочества Наследника Цесаревича Кадетского корпуса. Временно кадеты и офицеры корпуса проживали в офицерских флигелях, которые также были спроектированы Венсаном. Часть из них сохранилась до наших дней, но перестроена после повреждений в ВОВ. Трудности Первой мировой, а затем и Гражданской войн не позволили закончить начатое строительство, и в 1917 году недостроенный учебный корпус был законсервирован. Венсан остаётся в Севастополе и работает в Инженерном отделе Черноморского флота. В середине 1920 года при П. Н. Врангеле было решено достроить Главный корпус здания. Для переработки чертежей внутренних помещений был приглашён А. А. Венсан, который с новой энергией берётся за работу.
Здание было полностью достроено только в 1960 году как главный корпус Севастопольского высшего военно-морского инженерного училища.  Объект культурного наследия народов РФ регионального значения. Рег. № 921711029000005 (ЕГРОКН)

### В СССР
С установлением советской власти строительство Морского корпуса надолго приостанавливается. В 1927 году А. А. Венсан активно включается в работу по восстановлению Севастополя от последствий Крымских землетрясений. В 1929 году Александр Александрович был назначен Главным архитектором Управления берегового строительства Морских сил Черноморского флота. В 30-х годах им была спроектирована дача Командующего Черноморским флотом И. К. Кожанова в Алсу под Севастополем. Здание сохранилось до нашего времени. В 1933 году Александр Александрович участвует в архитектурном оформлении здания водной станции «Динамо» (ныне водная станция ЧФ РФ) на Николаевском мысу Севастопольской бухты по проекту М. И. Долгополова  Объект культурного наследия народов РФ регионального значения. Рег. № 921711263380005 (ЕГРОКН).
В 1935 году была создана Севастопольская организация Союза архитекторов СССР. Её членами стали А. А. Венсан, Л. Л. Егорова, А. Г. Коган, Н. Г. Корюхин, В. Н. Мантицкий, Л. В. Плахов, М. А. Садовский. Они принимали активное участие в проектировании и застройке довоенного города.
В 1939 году А. А. Венсан уезжает из-за болезни из Севастополя в Ленинград. 5 апреля 1940 года он умер и был похоронен на Волковом кладбище Ленинграда.

## Характеристика современников
В воспоминаниях полковника А. М. Цальковича — начальника управления берегового строительства морских сил Черного моря «…худощавый пожилой человек, среднего роста, темный шатен с проседью и бородкой. Типичный южанин француз. Воспитанный и интеллигентный, чисто, отлично и литературно владеющий русским языком. Среди сотрудников пользовался непререкаемым авторитетом крупного специалиста, честнейшего и обаятельного человека и доброго товарища».

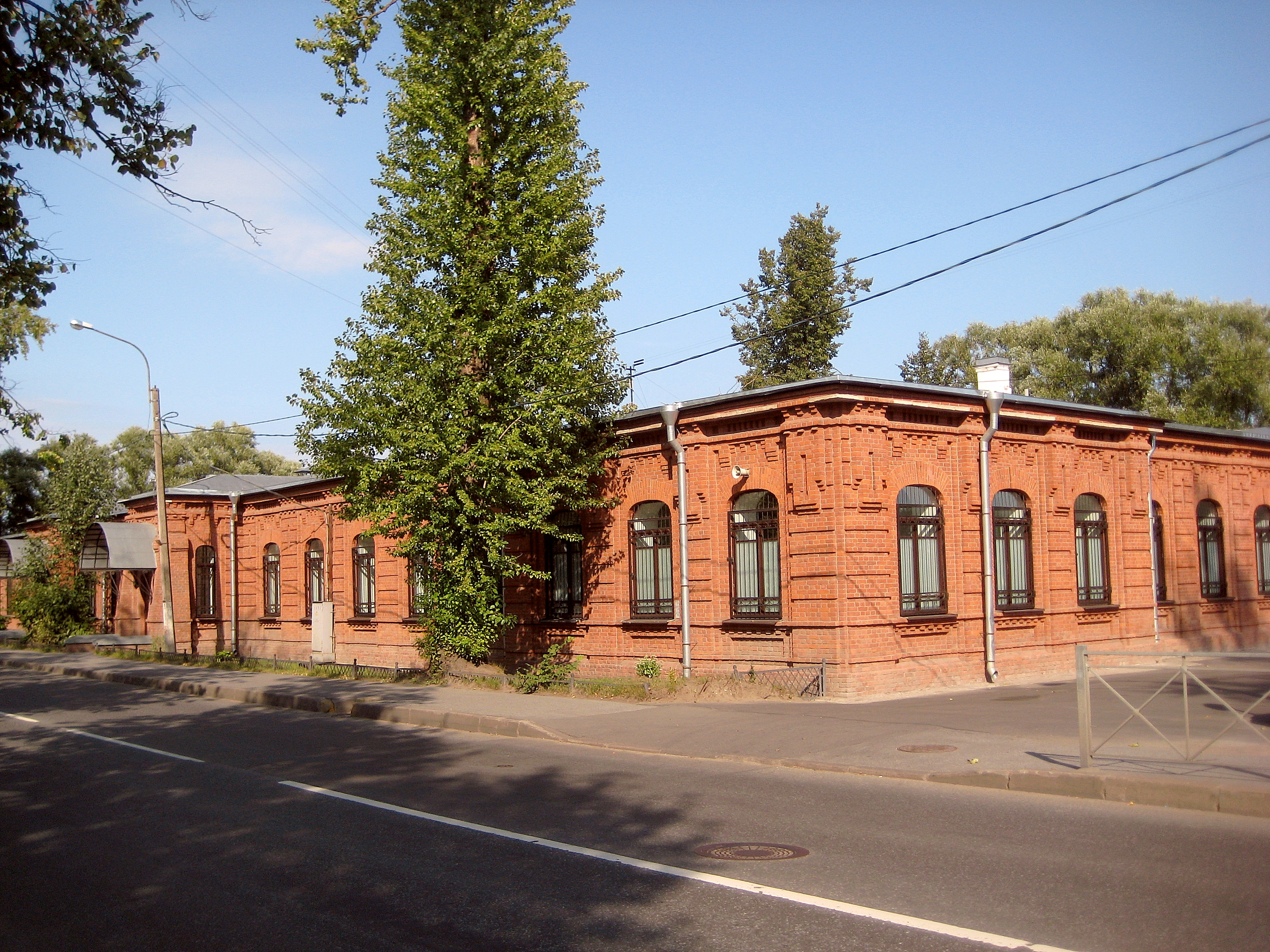
Школа Адмиралтейских Ижорских заводов, совместно с Л. П. Шишко1895-1901: Адмиралтейская улица, 2. Колпино
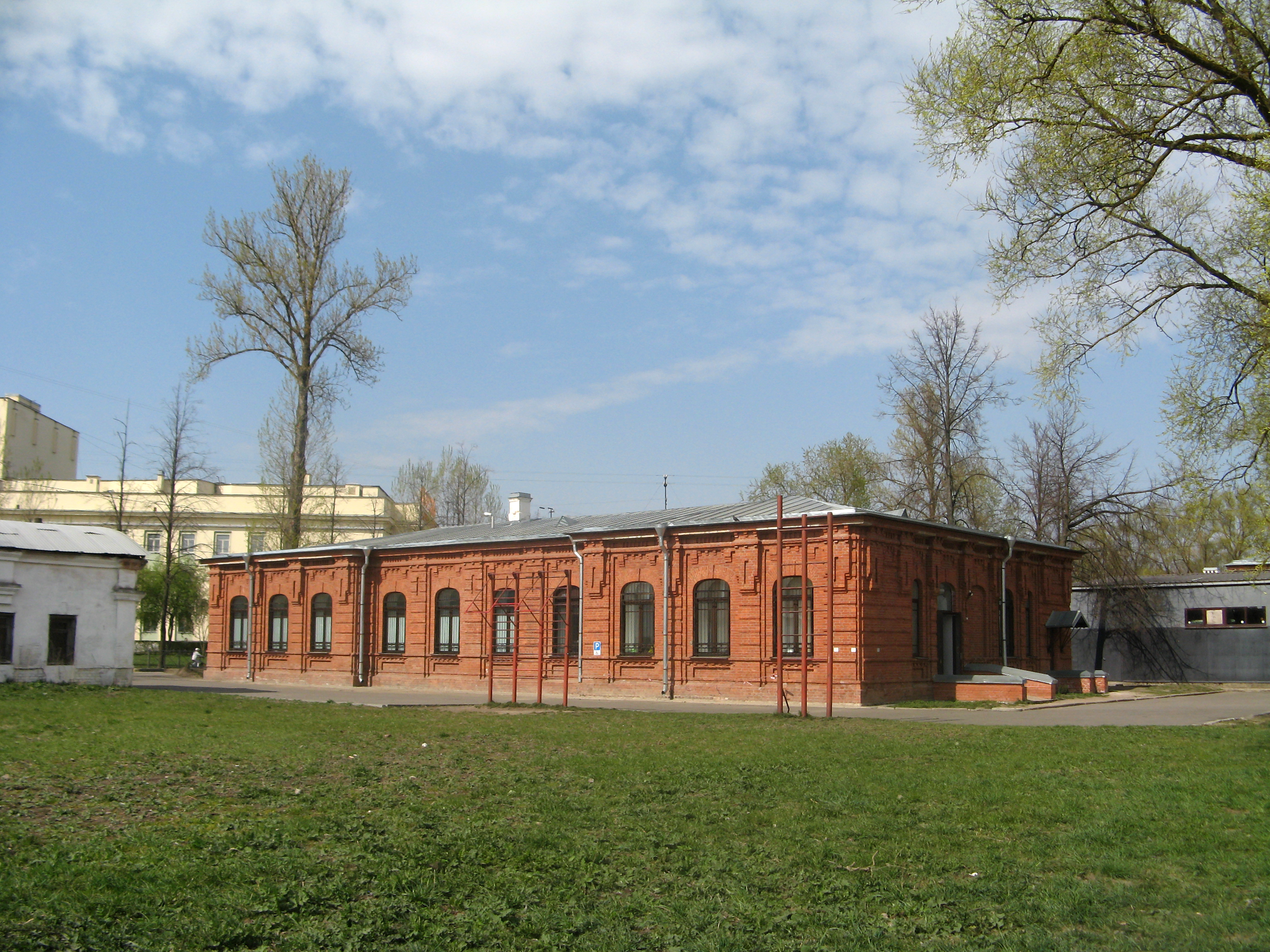
Задний фасад
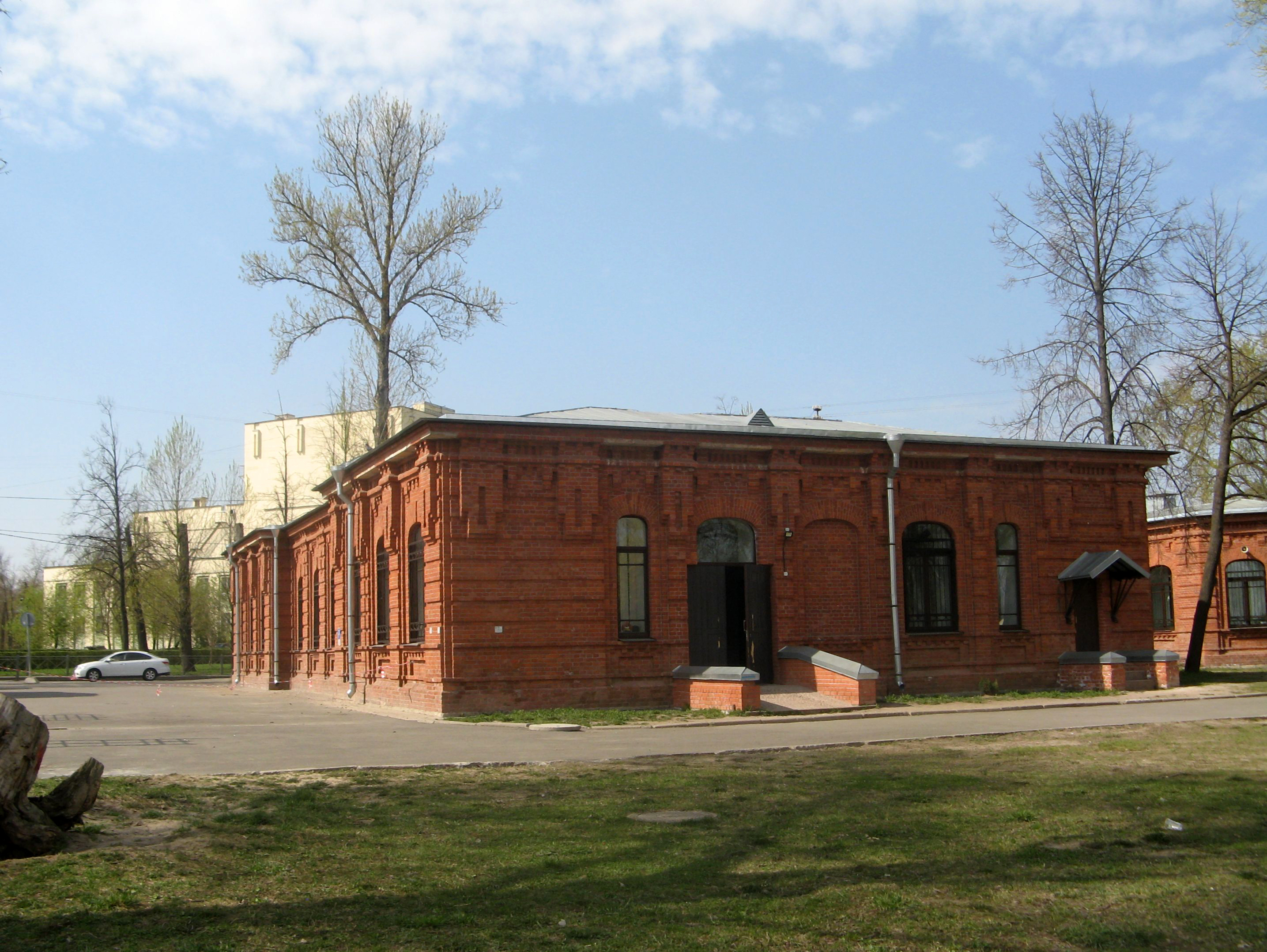
Боковой фасад
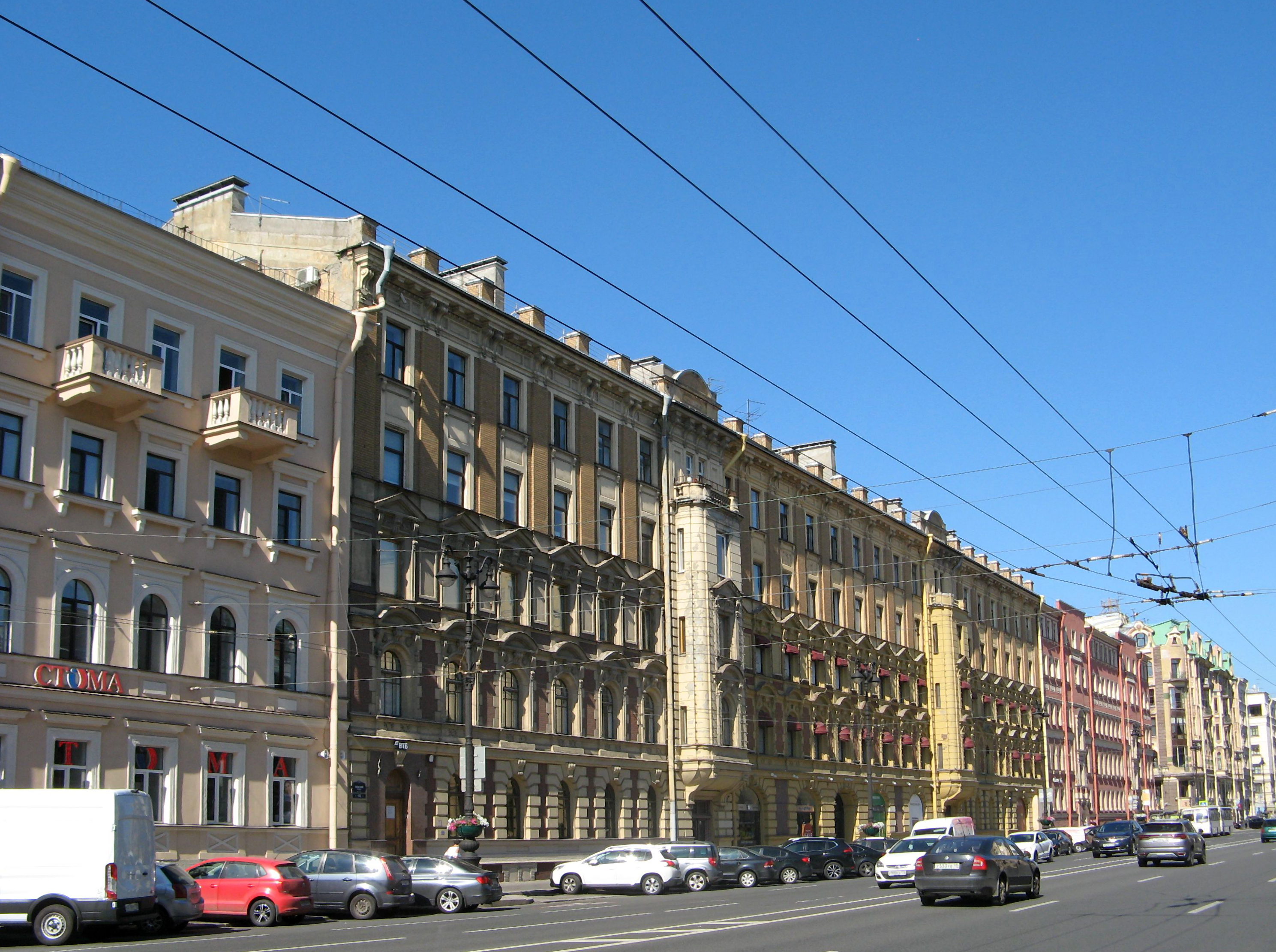
Доходный дом Александро-Невской Лавры: Невский проспект, 153, Центральный район, Санкт-Петербург
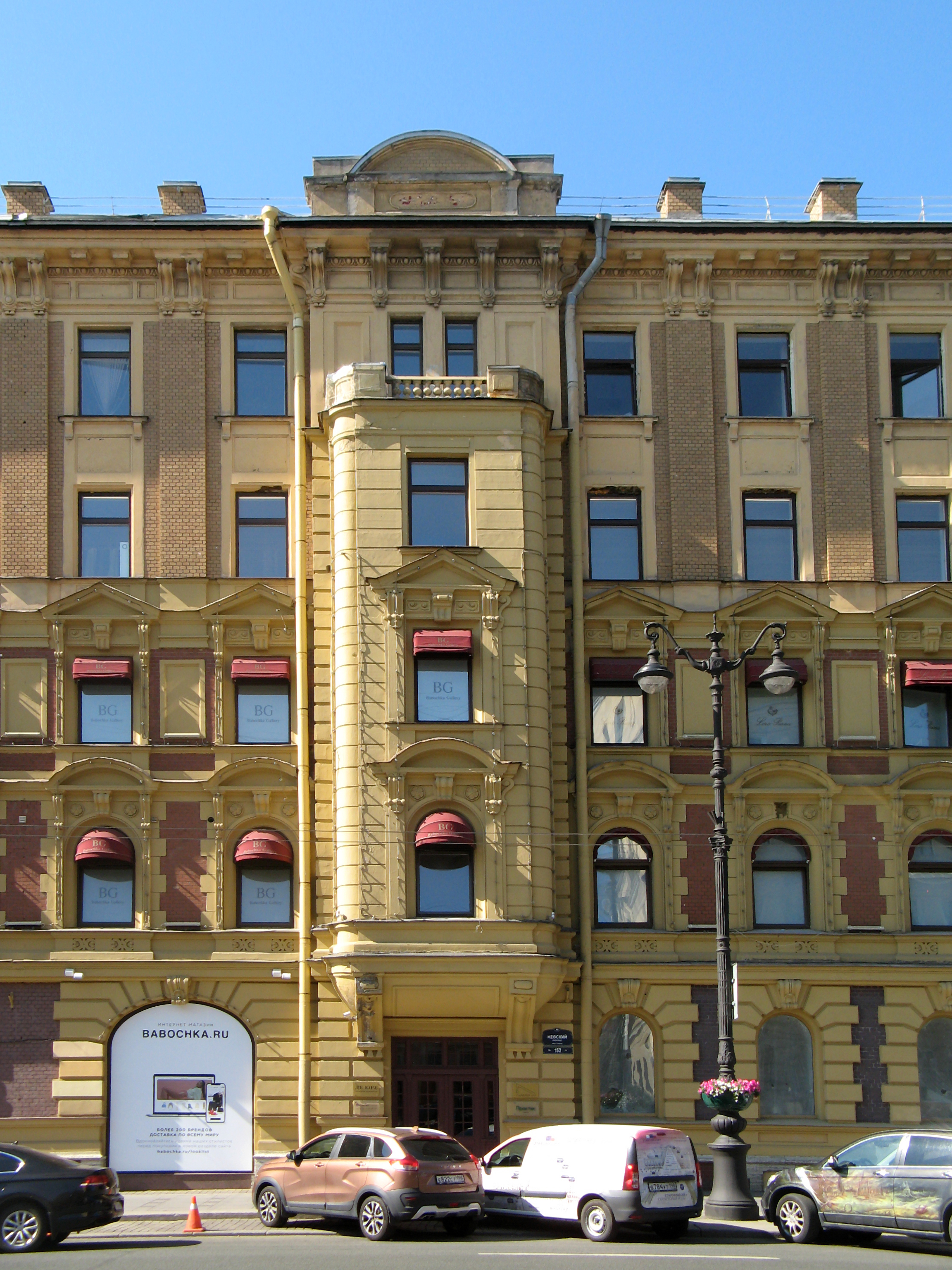
Элементы фасада
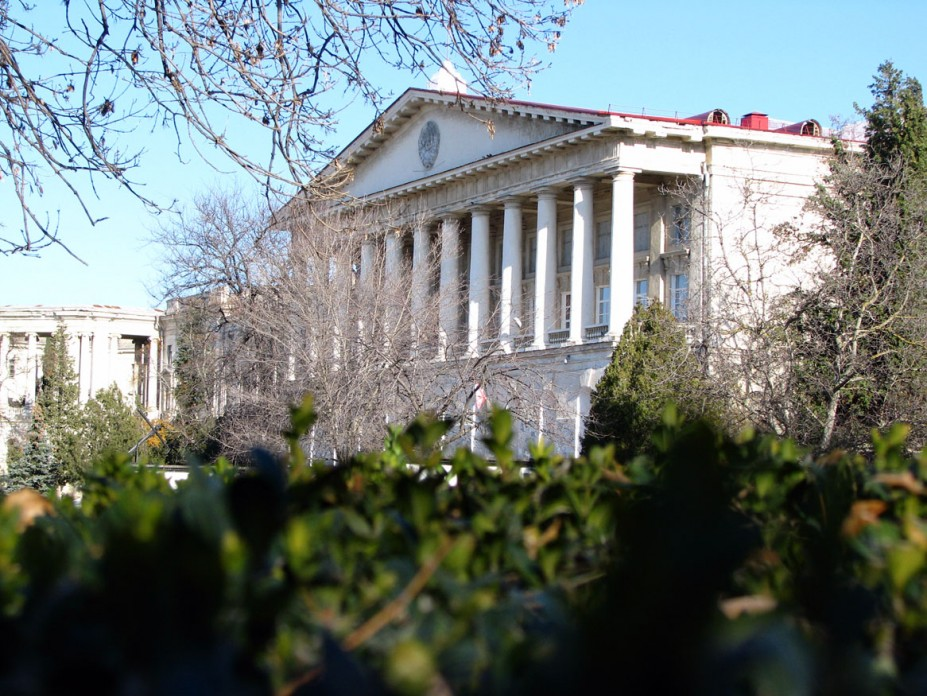
Главный корпус Севастопольское высшее военно-морское инженерное училище ул. Курчатова, д. 7, Голландия, Севастополь
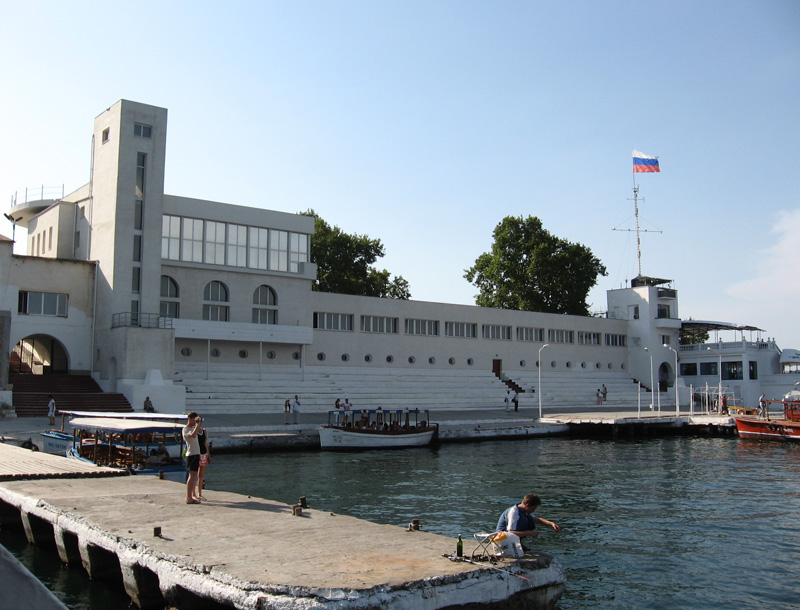
Проект М. И. Долгополова, элементы Венсан А. А.  Водная станция ЧФ, Севастополь
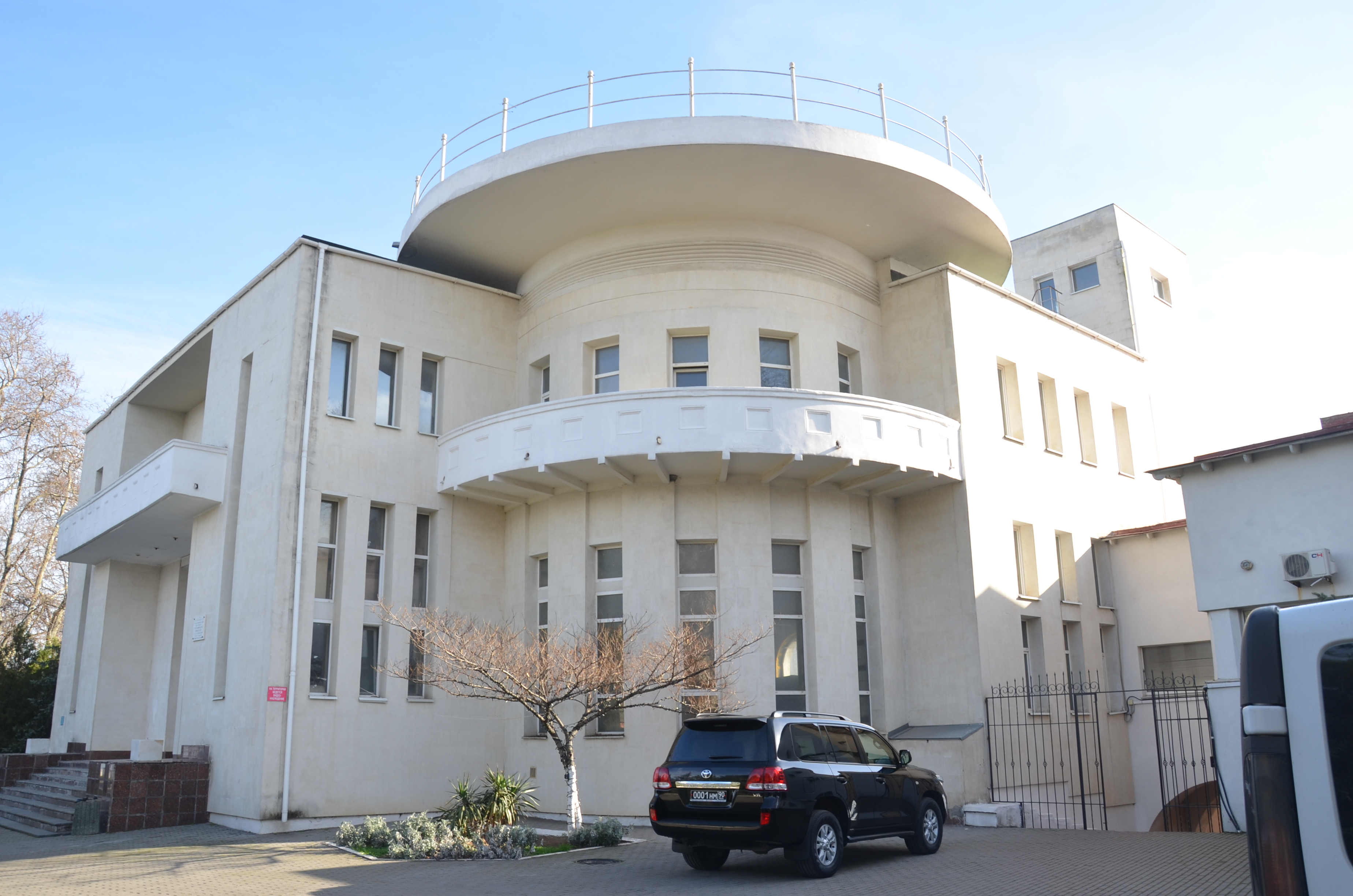
Фасад